# Trierer Galgenkopftour
Die Trierer Galgenkopftour ist ein prämierter Wanderweg bei Trier in Rheinland-Pfalz
und gehört zum System der Traumschleifen am Saar-Hunsrück-Steig im Naturpark Saar-Hunsrück.
Die Einweihung erfolgte im September 2015. Die Länge beträgt 15,8 km, die Höhe liegt etwa zwischen 200 und 400 m über NN.
Der Weg verläuft bei den Trierer Höhenstadtteilen Tarforst, Filsch, Kernscheid und Irsch sowie bei Korlingen/Ruwertal.
Am Weg liegen der Schellberg, das Kuppensteiner Wild oder der Naumeter Kopf.
Die Galgenkopftour bietet weite Aussichten über die Stadt Trier bis in die Eifel, ins Ruwertal oder in den Hunsrück.
Start- und Zielpunkte sind der Wanderparkplatz Galgenkopf an der Einmündung L 143 / K 57 oder der Parkplatz Filsch in Trier-Filsch.

## Bilder

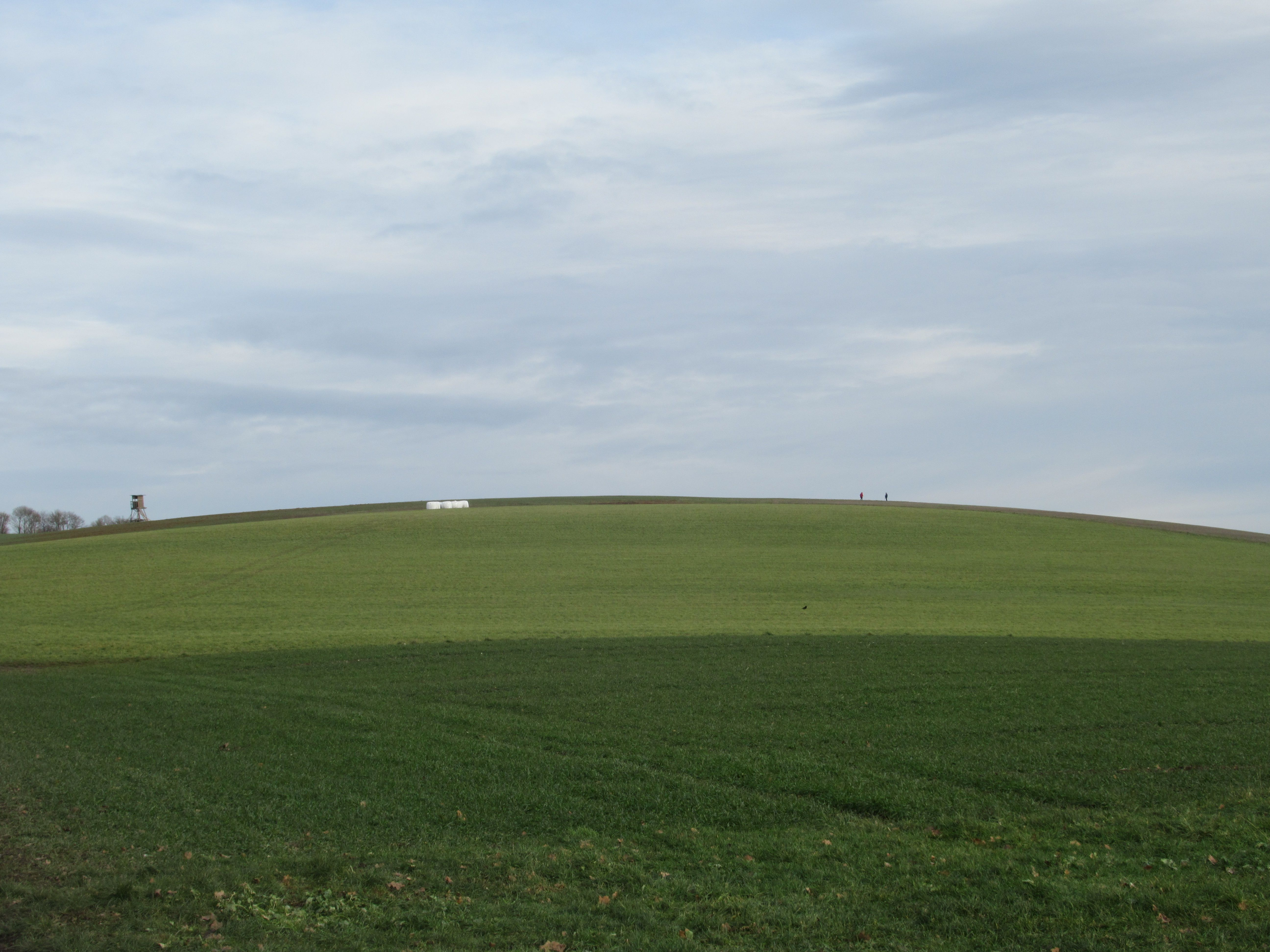
Schellberg
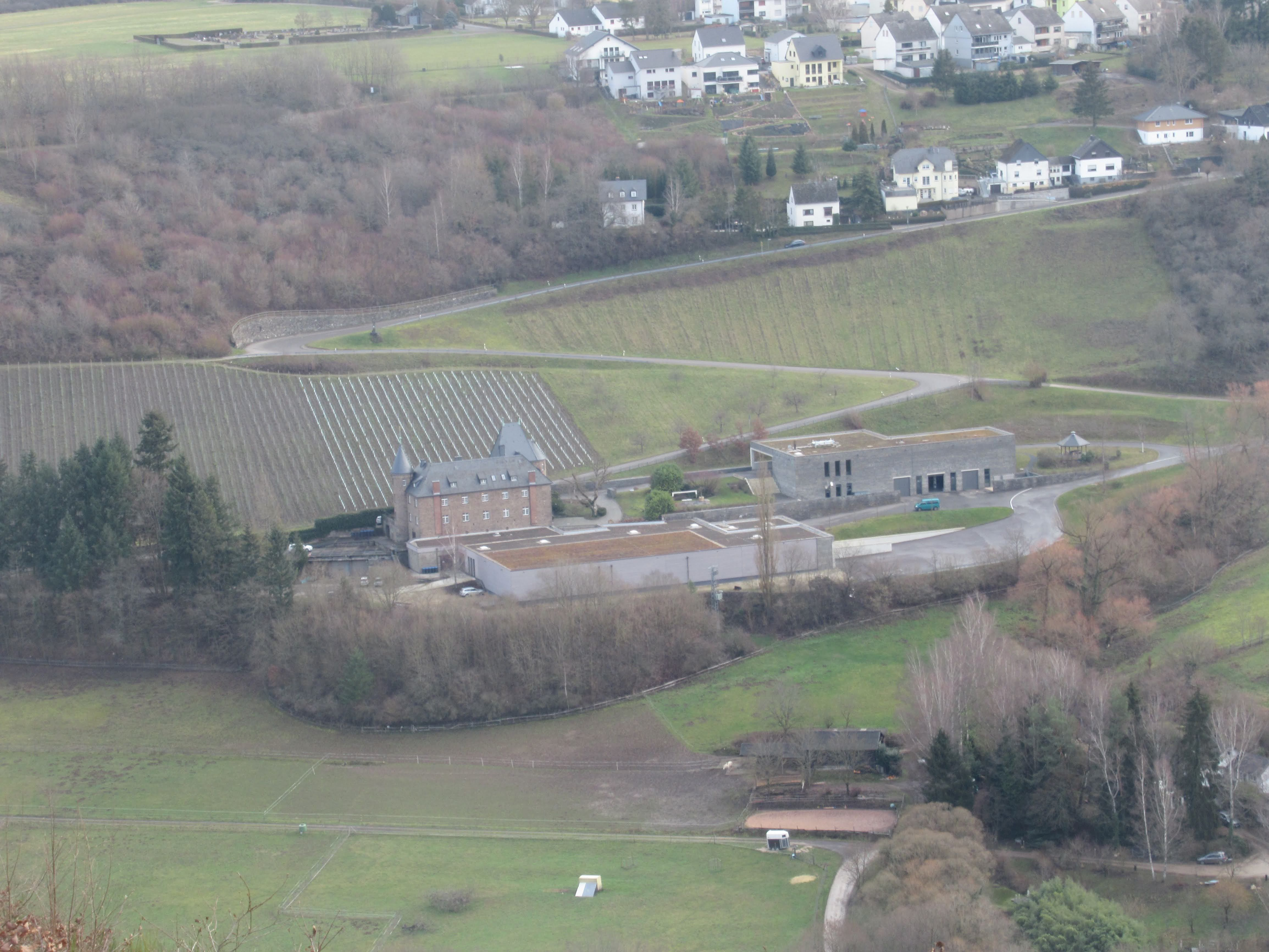
Schloss Marienlay bei Morscheid
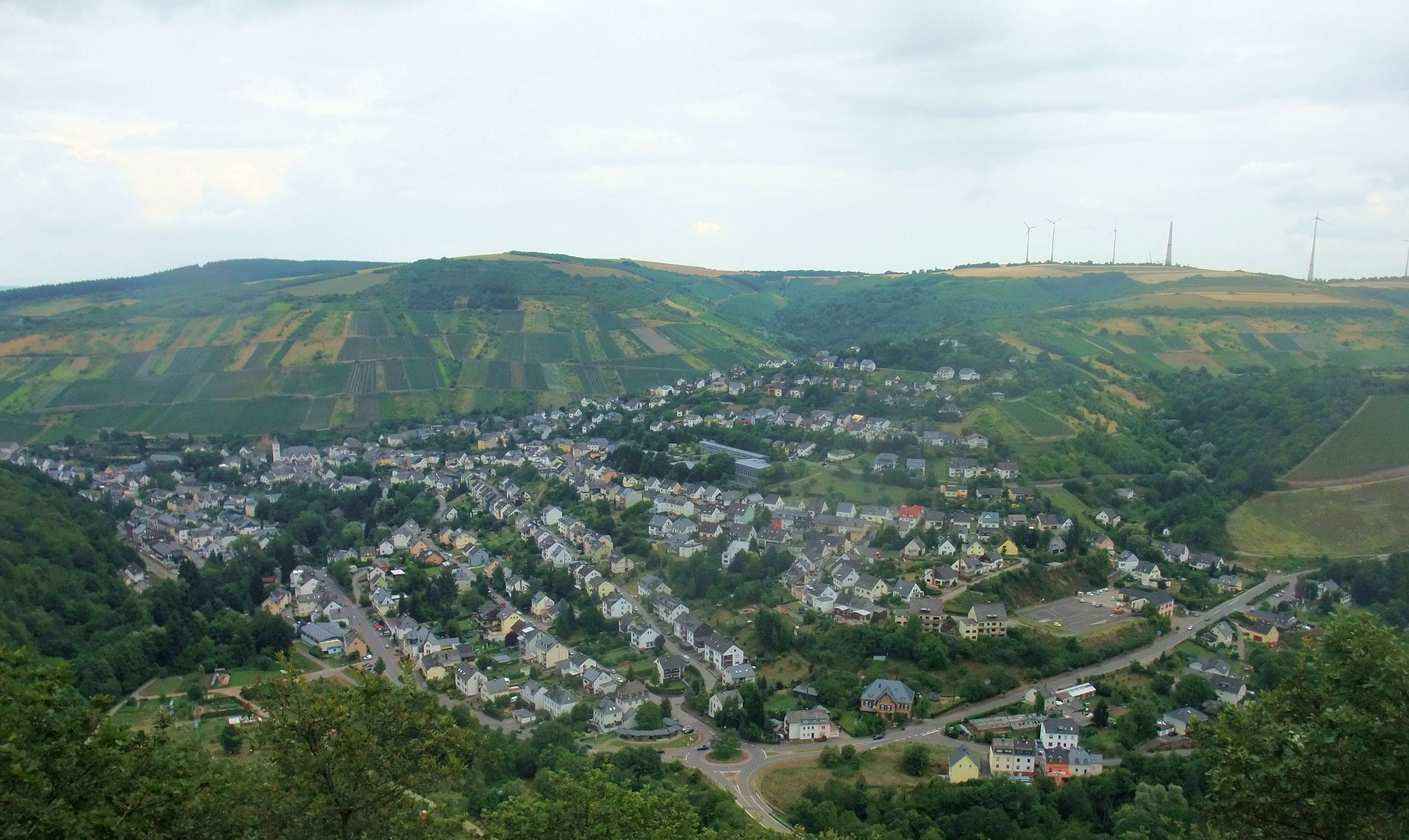
Blick von der Naumeter Kupp
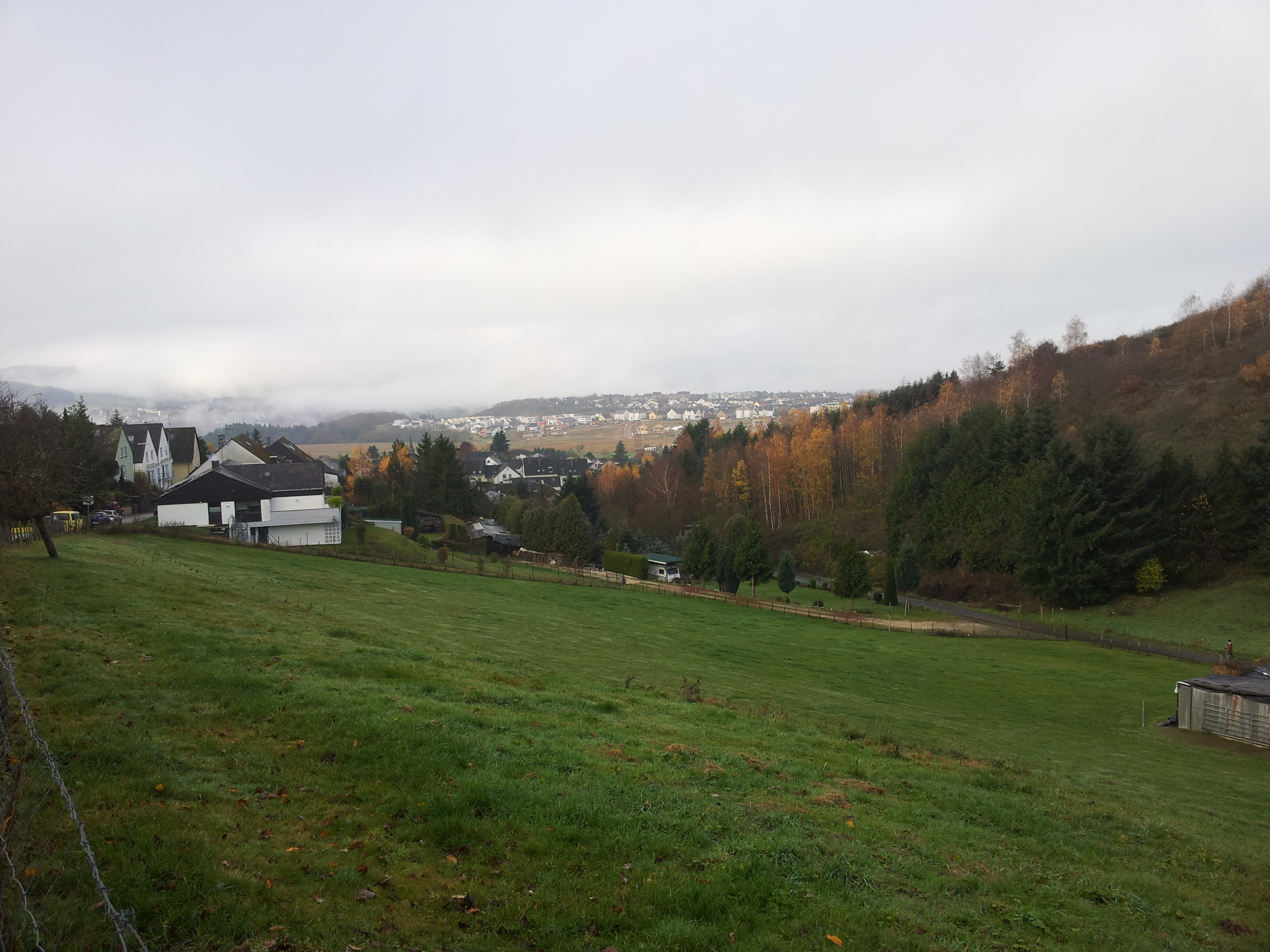
Filsch und Tarforst
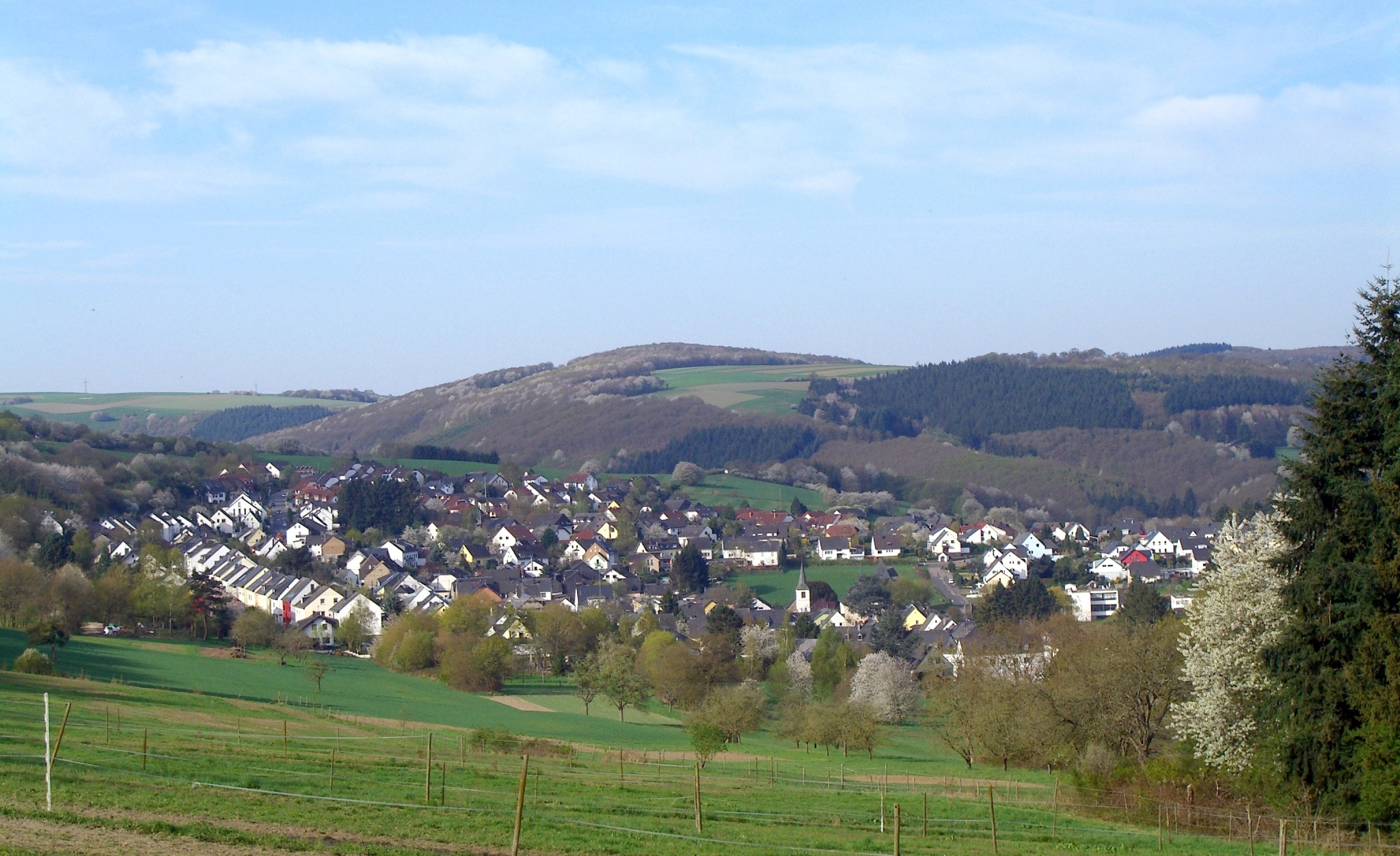
Irsch
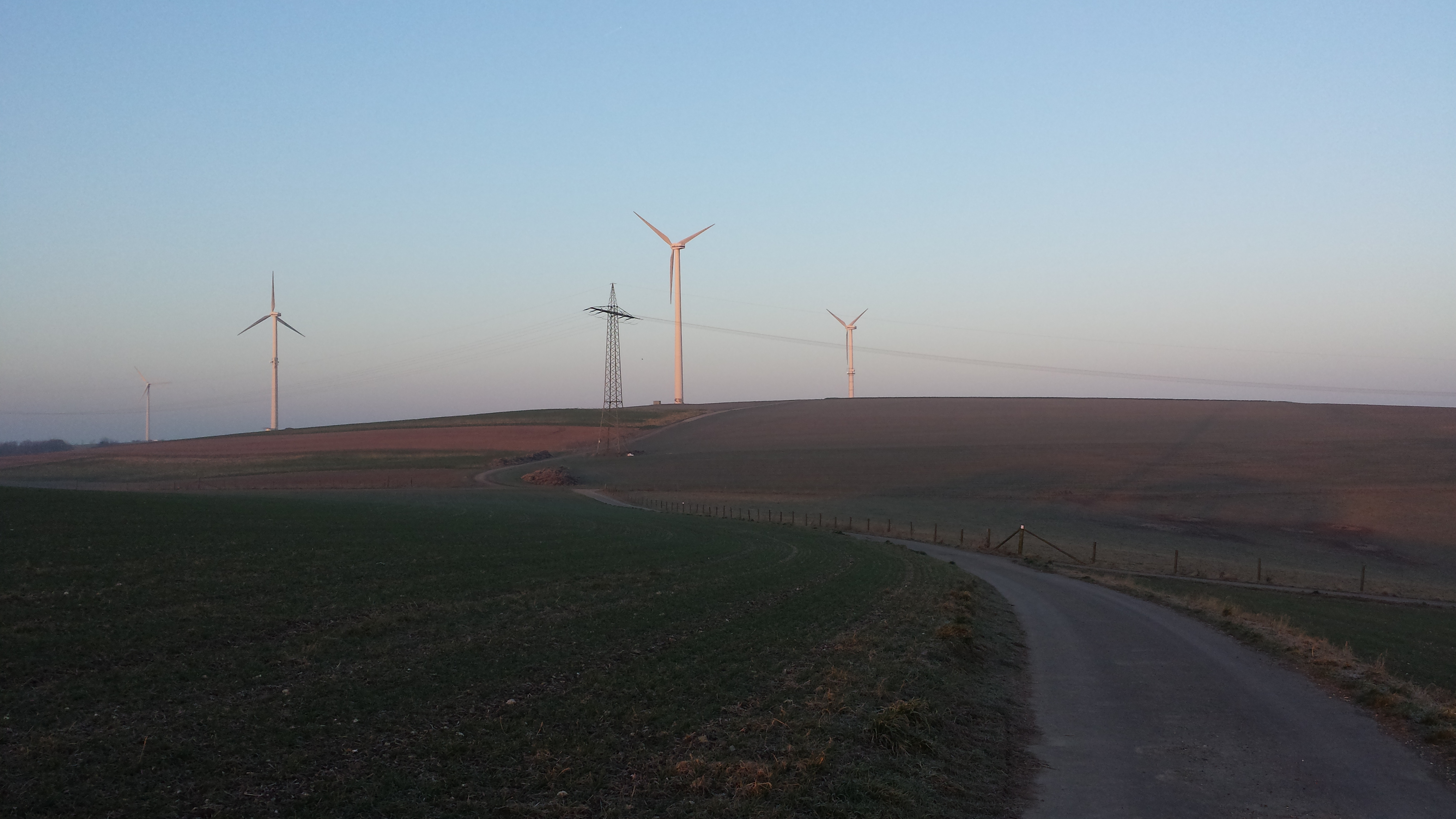
Kuppensteiner Wild